# 森本茂樹 (アナウンサー)
森本 茂樹（もりもと しげき、1961年5月7日 - ）は、福井放送 (FBC) のアナウンサー。エキスパートキャスターの肩書を持つ。

## 来歴
東京都世田谷区出身。東京都立武蔵丘高等学校、日本大学芸術学部放送学科を卒業後、1984年にFBCに入社。
2007年10月1日付で報道制作局報道部から制作部へ異動した。

## 担当番組

### FBCテレビ
- おじゃまっテレ ワイド&ニュース - 「旅とも」担当
- FBCニュース (不定期）

## 過去の担当番組

### FBCテレビ
- ズームイン!!朝![1][4] - 中継担当 → 福井担当プロデューサー
- FBCニュースプラス1[4]
- 人間ネットワーク
- 情報フロント530[4]
- 夕方いちばんプラス1[4] - 18時台のニュース担当。一時期、17時台の司会も担当した。
- Newsリアルタイムふくい[4] - 月曜 - 金曜18時台のニュース担当
- イケてる福井 - メインキャスター
- イケてる福井 ワイド&ニュース - メインキャスター

### FBCラジオ
- ポップスタイム[1]
- さわやかFUKUIモーニングワイド[1]
- こんにちはFUKUIアフタヌーンワイド[1]
- どんなモーニング？
- 日曜だよベルからこんにちは[1][4]
- 青春キャンパス[1]
- 午後はとことん よろず屋ラジオ - 木曜パーソナリティ

## 出演映画
- 旅の贈りもの 明日へ（2012年、キノフィルムズ）[7] - 同局アナウンサーの伊藤裕樹と川島秀成もエキストラで出演している。